# Liste antiker Ortsnamen und geographischer Bezeichnungen/Ei
| Lateinischer Name | Griechischer Name                         | Beschreibung                              | Heute | Quellen und Verweise | Lage |
| ----------------- | ----------------------------------------- | ----------------------------------------- | ----- | -------------------- | ---- |
| Eidomene          | Εἰδομενή (Eidomenē)                       | Stadt in der Emathia, Makedonien          |       | Smith;               |      |
| Eidumannia        |                                           |                                           |       | Smith;               |      |
| Eileoi            | Εἰλεοί                                    | Ort in der Argolis                        |       |                      |      |
| Eilesium          | Εἰλέσιον (Eilesion)                       | Stadt in Böotien                          |       | Smith;               |      |
| Eion              | Ἠϊών ή ἐπὶ Στρυμόνι (Ēiōn ē epi Strymoni) | Eion am Strymon, Hafenstadt in Makedonien |       | Smith;               |      |
| Eion              | Ἠϊών ή ἐπὶ Θρᾴκης (Ēiōn ē epi Thrakēs)    | Eion in Thrakien, genaue Lage unbekannt   |       | Smith;               |      |
| Eirenopolis       | Ειρηνούπολη                               | Stadt im flachen Kilikien                 |       | Pleiades; Smith;     |      |
| Eirenopolis       | Ειρηνούπολη                               | Ort im rauhen Kilikien (Isaurien)         |       | Pleiades; RE;        |      |
| Eirenopolis       |                                           | siehe Beroea                              |       |                      |      |
| Eira              | Εἶρα (Eira)                               | Bergfeste in Messenien                    |       | Smith;               |      |
| Eiresidae         | Εἰρεσίδαι (Eiresidai)                     | Stadt in Thessalien                       |       | Smith;               |      |